# ワトキンス島
ワトキンス島(Watkins Island)は、長さ8㎞の氷に覆われた低地の島である。ビスコー諸島に含まれ、ラヴォアジェ島の南西5㎞に位置する。この島は、1903年から1905年と1908年から1910年にかけて行われたジャン・バティスト・シャルコーを隊長とするフランスの南極探検隊によって初めて地図に記載されたが、1934年から1937年にかけて行われたジョン・ライミルを隊長とするイギリスのグレアムランド探検隊によって再度記載されるまで、名付けられなかった。ライミルは、この島をオランダの北極探検家アイナー・ミケルセンにちなんで「ミケルセン島」と名付けた。この名前を付けた時、彼は、1908年から1910年の探検で、シャルコーがこの島から南西に121㎞離れた位置にある島に既にミケルセン島と名付けていたことを知らなかった。2つの島の混同を避けるため、1952年に英国南極地名委員会は、ライミルが命名した島を改名するように勧告した。新しい名前であるワトキンス島は、1930年から1931年に行われたイギリスによる北極空路探検隊の隊長ジーノ・ワトキンスにちなんだものである。